# Instituto Nacional de Linguística
Das Instituto Nacional de Linguística INL (tetum Institutu Nasionál Linguístika nian, deutsch Nationales Institut für Linguistik) ist das nationale Institut für Sprachwissenschaft in Osttimor. Das der Fakultät für Bildung, Kunst und Humanismus der Universidade Nasionál Timór Lorosa’e (UNTL) zugeordnete Institut ist die offizielle Institution zum Studium und Entwicklung der Nationalsprache Tetum. Es befindet sich im Gebäude des Liceu Dr. Francisco Machado.
Das INL wurde im Juli 2001 von Sozialminister Filomeno Jacob gegründet, auf Grundlage des Gesetzes 01/2014. Das INL soll für die Entwicklung, Modernisierung und Verbreitung von Tetum sorgen, die Erhaltung und Förderung der Nationalsprachen Osttimors (die anerkannten Regionalsprachen) sichern und die offizielle Zweisprachigkeit Osttimors mit der zweiten offiziellen Amtssprache Portugiesisch „stärken“.
Laut dem Gesetz 01/2014 ist das INL die „Hüterin des offiziellen Tetums“, dessen orthographischen Standard aus dem Tetum Prasa vom INL entwickelt wurde. Fachkräfte des INL unterrichten an der UNTL in allen Fakultäten, im Centro de Formação Jurídica, (Juristisches Bildungszentrum) Anwärter von Rechtsberufen, im Bildungsministerium für Lehrer in allen Bildungsstufen, Mitarbeiter der STAE im Ministerium für Staatsadministration Osttimors (MAE), leitende Beamte des Ministeriums des Präsidiums des Ministerrates, Beamte in den Gemeinden und Verwaltungsämtern sowie Polizisten, Agenten des Nachrichtendienste Osttimors und andere Berufsgruppen, wie Journalisten und Mitarbeiter von Nichtregierungsorganisationen, in Zusammenarbeit mit der Hilfsorganisation Timor Aid. Das INL veröffentlicht außerdem Regelwerke für die Tetum.
Direktor des INL ist Benjamim Côrte-Real. Von 2001 bis 2007 war Geoffrey Hull am INL als Forschungsdirektor tätig.